# Turismo spaziale

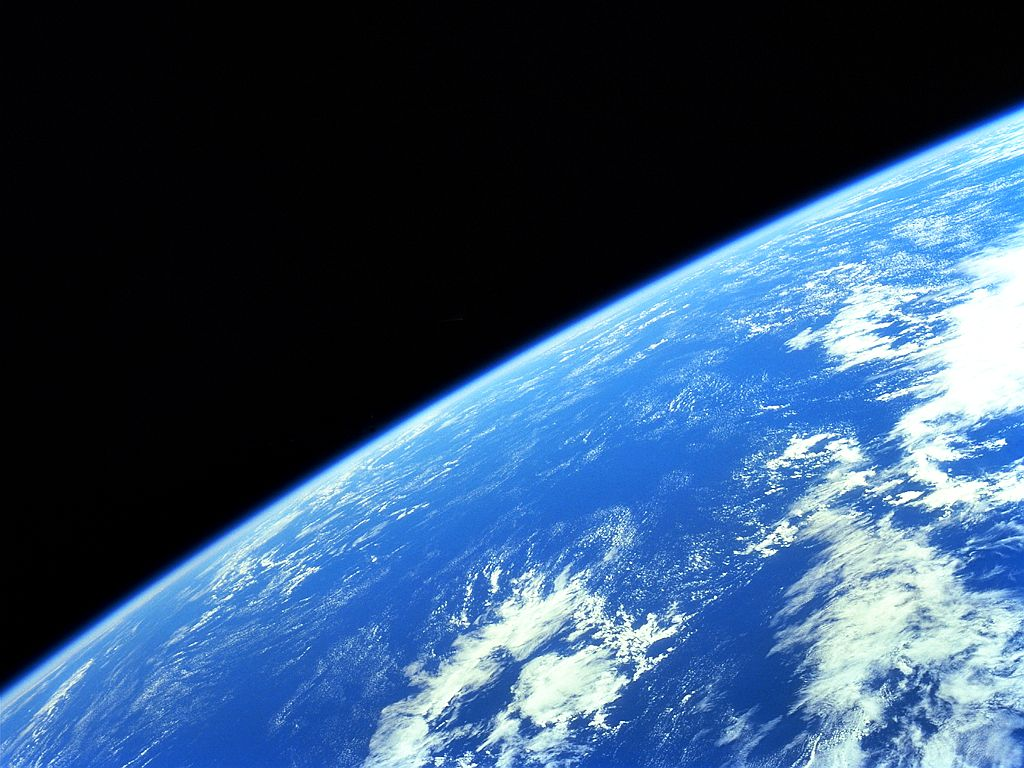
Panorama spaziale

Il turismo spaziale è una recente forma di turismo che ha luogo nello spazio.
Pur essendo un fenomeno ancora agli albori, ci sono già stati dei casi isolati di viaggi spaziali a scopo di intrattenimento, finanziati dagli stessi privati al costo di svariati milioni di dollari.

## Storia

### La fantascienza e le ipotesi
Sin dagli albori dell'esplorazione spaziale, alla fine degli anni cinquanta, la possibilità di esplorare il cosmo si era imposta come un'opportunità a portata di mano.
L'immaginario collettivo era influenzato soprattutto dalle conquiste e dall'impianto mediatico statunitense: tra gli anni trenta e cinquanta si era svolta l'Epoca d'oro della fantascienza; il genere fantascientifico rimaneva ancora molto popolare e si occupava di viaggi spaziali in modo meno ingenuo e scientificamente più attendibile attraverso le opere di Arthur C. Clarke e di altri grandi autori. Sia classici come il romanzo Dalla Terra alla Luna di Jules Verne, sia opere moderne come il film 2001: Odissea nello spazio sostenevano il sogno della possibilità del viaggio spaziale interplanetario.
Robert A. Heinlein nel racconto Minaccia dalla Terra (1957) avanzò per la prima volta l'ipotesi di un futuro dove il viaggio spaziale sarebbe stato usato come forma di turismo, con una propria industria e delle strutture sviluppate appositamente.
L'idea fu ben accolta e negli anni sessanta e settanta era un'idea comune il fatto che alla fine del secondo millennio sarebbero esistiti alberghi spaziali. Secondo numerosi futorologi degli anni settanta, nel XXI secolo, la Luna sarebbe stata una meta comune per le famiglie in vacanza.
La conclusione della corsa allo spazio con lo sbarco lunare dell'Apollo 11, tuttavia, fece diminuire l'attenzione verso l'esplorazione spaziale.
La produzione del film di Stanley Kubrick 2001: Odissea nello spazio nel 1968 diede nuova linfa al sogno di viaggiare nello spazio: nella pellicola i protagonisti arrivavano a una stazione orbitale sull'Orion III, una specie di aeroplano spaziale con il logo PanAm sulla carlinga. Il centralino della compagnia aerea ricevette 93.000 richieste di prenotazione per un ipotetico viaggio spaziale.
Il sogno del turismo spaziale è proseguito negli anni seguenti solo per via indiretta attraverso i grandi musei del Kennedy Space Center di Cape Canaveral (Florida) o del Cosmodromo di Bajkonur (Kazakistan).

### L'epoca della conquista spaziale
Inizialmente l'accesso ai viaggi spaziali era ristretto a professionisti superqualificati, principalmente derivanti dal mondo dell'aviazione militare. In particolare, la selezione del personale statunitense era molto rigida, e prevedeva il reclutamento solo attraverso le migliori università e le scuole di volo della US Air Force.
Al contrario, il programma sovietico aveva soglie di accesso più basse, per via della peculiare situazione politica dell'Unione. All'addestramento avevano accesso anche cosmonauti provenienti da paesi del Patto di Varsavia diversi dalla Russia. In seguito vennero ammessi piloti di nazioni alleate non appartenenti al patto. Questi cosmonauti, pur essendo ufficialmente piloti parificati ai loro colleghi russi e pur ricevendo l'addestramento completo erano considerati di secondo piano ed erano assegnati a missioni più brevi e meno prestigiose.
Anche Valentina Tereškova, la prima donna nello spazio, non era una professionista né una militare. Paracadutista dilettante e segretaria del Komsomol, venne scelta per il volo in virtù del fatto che era figlia e sorella di due eroi di guerra. La Tereskova fu quindi la prima cosmonauta di provenienza civile a viaggiare nello spazio: non le venne concesso di effettuare manovre di pilotaggio in volo.
Con l'avvento del programma statunitense dello Space Shuttle, oltre agli astronauti professionisti si venne a creare la figura dello specialista del carico (Payload Specialist, PS). Questi specialisti erano degli esperti forniti dalle compagnie produttrici dei satelliti o dei materiali trasportati nelle varie missioni.
I Payload Specialist non avevano addestramento di volo spaziale, provenivano dal settore dell'industria e non dall'esercito, e non erano alle dipendenze della NASA.
La NASA, in un'operazione promozionale per raccogliere fondi dal Congresso degli Stati Uniti, nel 1985 inviò nello spazio a bordo dello Shuttle i deputati Jake Garn e Bill Nelson.
Nel 1984 la NASA aveva concepito un progetto, Teacher in Space (TISP), per rivitalizzare l'attenzione del pubblico verso il programma spaziale. Due insegnanti civili, Christa McAuliffe e Barbara Morgan, vennero selezionate per partecipare a un volo spaziale (la seconda come rimpiazzo per la prima). Nel 1986 il progetto arrivò al primo volo, denominato STS-51-L, in cui la McAuliffe avrebbe dovuto partire in missione.
Il volo tuttavia ebbe un tragico epilogo: lo shuttle esplose in volo per un guasto meccanico, nel famoso disastro dello Space Shuttle Challenger. La McAuliffe avrebbe dovuto essere la prima civile a viaggiare nello spazio senza specifico addestramento di pilotaggio.
Il programma venne cancellato, mentre la Morgan venne destinata a ricevere ugualmente un addestramento completo da astronauta. Nello stesso periodo, la NASA propose il progetto Journalist in Space, che però non ebbe seguito: i giornalisti prescelti sarebbero stati Walter Cronkite o Miles O'Brien.

### L'epoca post-sovietica
Il crollo dell'Unione Sovietica e il dopo-Perestroika videro l'economia russa in crisi profonda, cosa che spinse a mettere una seria ipoteca sul futuro del programma spaziale. L'amministrazione fu quindi ben lieta di accettare un ricco finanziamento, 28 milioni di dollari, per concedere a una compagnia privata un posto in un volo spaziale.
La Tokyo Broadcasting System pagò la somma per poter inviare nel 1990 Toyohiro Akiyama sulla Mir, insieme a un equipaggio destinato alla stazione. Akiyama trascorse una settimana in orbita, conducendo una trasmissione quotidiana e conducendo alcuni esperimenti scientifici per conto di compagnie russe e giapponesi. Akiyama è stato il primo viaggiatore commerciale nella storia dei viaggi spaziali, ma non può essere considerato un turista poiché il viaggio fu a spese dell'azienda per cui lavorava.
Nel 1991, un consorzio di imprese inglesi promosse un programma per inviare un cittadino del Regno Unito nello spazio (Project Juno). Tra i candidati venne prescelta il chimico Helen Sharman. La missione fu affidata all'agenzia spaziale russa. La Sharman ricevette un addestramento completo, diventando a tutti gli effetti una cosmonauta addestrata. Nonostante i fondi raccolti per la missione alla fine risultarono insufficienti, il governo russo spinse e finanziò l'operazione come segno di buona volontà verso il mondo occidentale.
Nel 1998 l'ex astronauta John Glenn fu inviato nuovamente nello spazio con il volo dello shuttle denominato STS-95. Glenn era stato un astronauta esperto, ma quando tornò in orbita aveva 77 anni e non ebbe ruoli attivi nella missione.
Nel 2001 la MirCorp, un'agenzia privata che aveva in gestione la stazione orbitante MIR, per coprire i costi di gestione avanzò l'offerta di vendere un posto su un volo a un privato pagante.
L'uomo d'affari statunitense Dennis Tito, ex scienziato al JPL, colse l'occasione, versando 20 milioni di dollari. Durante l'addestramento di Tito, la Mir fu condannata a essere smantellata per via dell'età.
Tito quindi decise di spostare il viaggio dalla Mir alla International Space Station. Il nuovo viaggio, organizzato dalla statunitense Space Adventures fece di Tito il primo turista spaziale privato pagante. Rimase sulla ISS per sette giorni a partire dal 28 aprile 2001.
Nel 2002 un altro affarista, questa volta sudafricano, Mark Shuttleworth (fondatore di Ubuntu) raggiunse la ISS come turista, seguito nel 2005 da Gregory Olsen. Olsen fu mandato nello spazio dalla sua compagnia per realizzare alcuni esperimenti e per testare i prodotti della società (telecamere ad alta sensibilità). Il viaggio di Olsen avrebbe dovuto essere realizzato prima, ma fu rimandato per problemi di salute.
Nel 2003, con il disastro dello Space Shuttle Columbia (che costrinse a terra tutta la flotta spaziale statunitense) tutti i programmi turistici furono sospesi per consentire di usare tutti i mezzi Soyuz per i collegamenti con la ISS.
Nel 2006 i voli turistici ripresero, con un accordo tra la Space Adventures e la compagnia russa Energia. Raggiunsero lo spazio Anousheh Ansari (prima turista donna, prima musulmana e prima iraniana nello spazio) e, nel 2007, l'ungherese Charles Simonyi. Tutti questi cinque turisti hanno ricevuto dalla NASA la classificazione di Spaceflight Participant, la denominazione amministrativa per i turisti spaziali. Anche la defunta Christa McAuliffe ha ricevuto a posteriori la medesima denominazione (in precedenza era stata indicata come Payload Specialist).
Dopo la tragedia del Columbia, la NASA ha cominciato lo sviluppo del programma Commercial Orbital Transportation Services, un piano per realizzare un sistema di invio di persone e materiali nello spazio che a partire dal 2010 dovrebbe essere in grado di offrire possibilità di voli turistici nello spazio.

### I primi progetti
La Virgin Galactic prevede di mettere in servizio una nuova astronave commerciale, attualmente in fase di test di volo, col nome di SpaceShipTwo.
La compagnia è diretta dall'investitore ed avventuriero Richard Branson e dal suo Virgin Group. Il piano dell'offerta prevede che i viaggiatori si sottopongano ad un addestramento di soli tre giorni prima del lancio, che li porterà a oltre 130.000 metri di quota. I lanci di prova avverranno dal Mojave Air and Space Port, in California, per poi spostarsi con l'entrata in servizio ad Upham, Nuovo Messico presso la città di Truth or Consequences.
Il progetto della SpaceShipTwo deriva da quello della SpaceShipOne, il primo veicolo privato a raggiungere lo spazio e il vincitore dell'Ansari X Prize. Entrambe le astronavi sono state progettate da Burt Rutan.
I voli della SpaceShipTwo dureranno due ore e mezza, portando sei passeggeri a Mach 3: il volo comincerà col distacco da un aereo-madre a 17.000 metri, a cui seguirà il volo tramite la spinta di un motore a razzo per poi finire con un atterraggio in planata. La bassa velocità di rientro eviterà i surriscaldamenti tipici dello Shuttle.
Un'altra compagnia, la EADS Astrium, (parte della EADS) ha annunciato il 13 giugno 2007 di avere intenzione di sfidare le compagnie statunitensi nella corsa ai voli commerciali.
Altre compagnie si stanno impegnando nel settore. Tra queste la Bigelow Aerospace di Las Vegas, che sta lavorando ad una stazione spaziale espandibile, e la Constellation Services International che mira a organizzare voli privati circumlunari.
Anche la Space Adventures  organizza voli circumlunari, che costano 100 milioni di dollari per passeggero. La compagnia sta costruendo un proprio spazioporto a Ras al-Khaimah (Emirati Arabi) e uno a Singapore.
Dal 2003 presso la Keio University di Yokohama è attivo un corso di Turismo Spaziale.
Il magnate statunitense Robert Bigelow ha acquistato i progetti della NASA per la costruzione di habitat spaziali gonfiabili. Il progetto, originariamente denominato Transhab, è stato abbandonato dalla NASA, e acquisito dalla Bigelow Aerospace. Il 12 luglio 2006 è stato lanciato il primo modulo. Genesis I, e un secondo (Genesis II) è previsto per la fine del 2007. Per il 2008 è in programma il lancio di un prototipo per un modulo di una stazione spaziale, che dovrebbe essere completata nel 2010 e che dovrebbe essere denominata Nautilus. Una volta completa, avrà uno spazio vivibile di 330 metri cubi, quasi quanto la ISS (425 metri cubi).
La Bigelow Aerospace ha inoltre organizzato il concorso America's Space Prize, mettendo in palio 50 milioni di dollari alla prima compagnia in grado di produrre un veicolo spaziale riutilizzabile che possa portare i passeggeri sulla stazione orbitale.
Anche la compagnia Excalibur Almaz ha in programma la costruzione di alcune stazioni orbitali basate sul progetto militare sovietico delle stazioni Almaz, che dovrebbero essere dotate di ampie finestre. Secondo Branson, un progetto simile prevede un investimento di circa 100 milioni di dollari.
La Hilton International ha annunciato lo Space Islands Project, un progetto per recuperare i serbatoi abbandonati in orbita dagli Space Shuttle e collegarli tra loro per realizzare una stazione. Ogni serbatoio ha le dimensioni di un Boeing 747.
Una seconda compagnia dal nome simile, Space Island Group, ha annunciato di essere in grado di lanciare una stazione spaziale in grado di offrire 20.000 posti entro il 2020, e poi di proseguire raddoppiando l'offerta ogni 10 anni. Il progetto è supportato anche da British Airways, e un viaggio costerà inizialmente 60.000 dollari.
Il mondo dello spazio ha raggiunto anche la moda: lo stilista Eri Matsui ha progettato una collezione per gli ambienti a gravità zero, che comprende, tra l'altro, un abito da sposa.

### L'era del turismo spaziale
Il volo di tipo commerciale compiuto da un'azienda totalmente privata è attribuito a Richard Branson, proprietario della Virgin Galactic e primo cliente, insieme ad altri 5 membri, ad inaugurare il volo suborbitale della Unity 22 l'11 luglio 2021. Il 19 settembre dello stesso anno, la missione Inspiration4 di SpaceX compie il primo volo orbitale senza la presenza di astronauti professionisti e con quattro passeggeri a bordo senza un precedente addestramento.

## Lista dei voli turistici spaziali

### Turisti spaziali

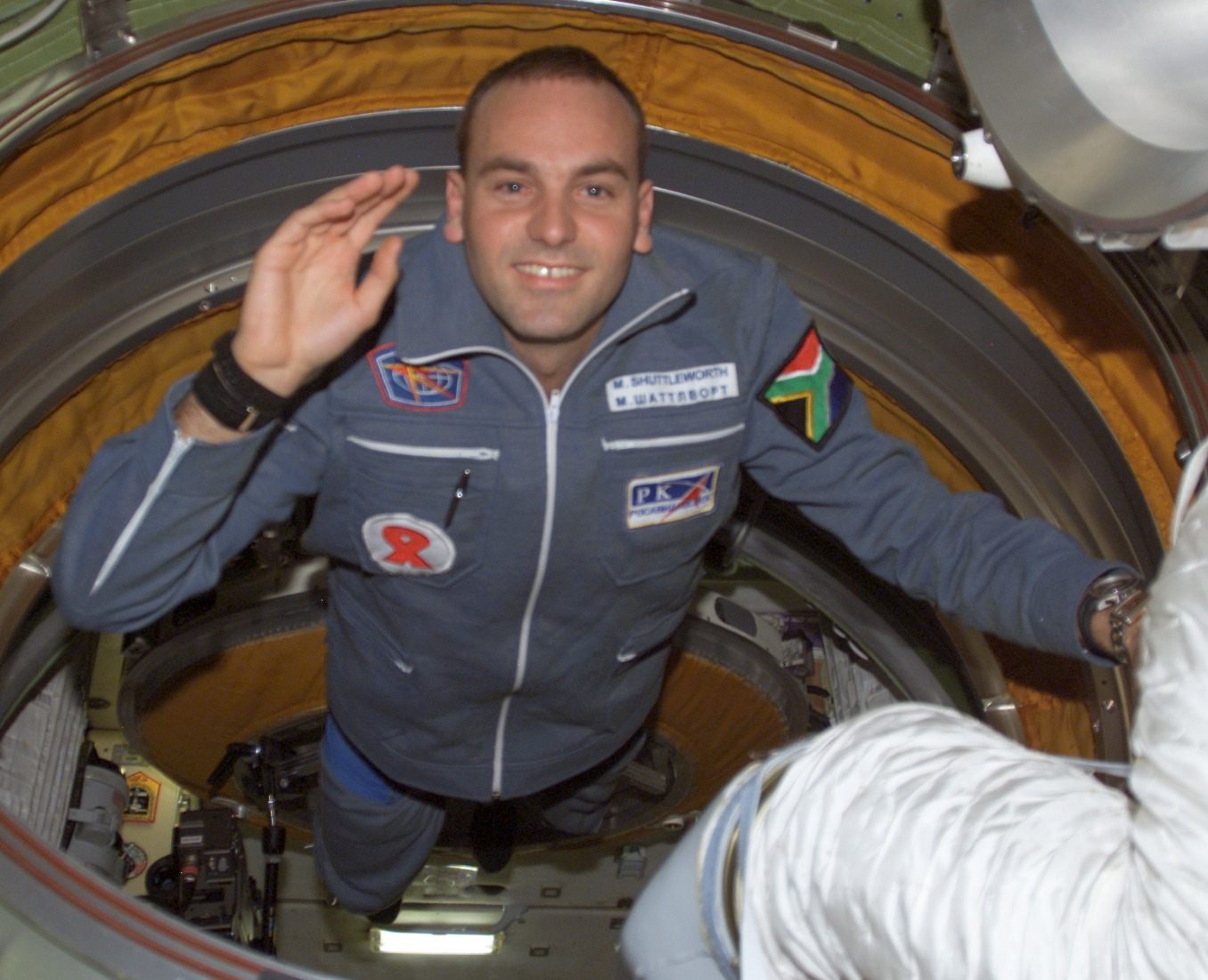
Il turista spaziale sudafricano Mark Shuttleworth

Fino al 2021, tutti i turisti spaziali hanno raggiunto la International Space Station a bordo di navicelle Sojuz.
I viaggiatori ad ottobre 2009 sono stati sette:
1. Dennis Tito (statunitense): 28 aprile - 6 maggio, 2001
2. Mark Shuttleworth (sudafricano/britannico): 25 aprile - 5 maggio, 2002
3. Gregory Olsen (statunitense): 1º ottobre - 11 ottobre 2005
4. Anousheh Ansari (iraniano/statunitense): 18 settembre - 29 settembre 2006
5. Charles Simonyi (ungherese/statunitense): 7 aprile - 21 aprile 2007 e 26 marzo - 7 aprile 2009
6. Richard Garriott (statunitense/inglese): 12 ottobre - 23 ottobre 2007
7. Guy Laliberté (canadese): 30 settembre - 8 ottobre 2009

A questi si sarebbe dovuto aggiungere Daisuke Enomoto, imprenditore giapponese, che avrebbe dovuto raggiungere la stazione sulla Soyuz TMA-9 nel settembre 2006 ma non ha ricevuto il nullaosta per ragioni mediche, venendo sostituito dalla Ansari.

### Voli spaziali commerciali
Segue una lista dei voli più significativi effettuati da compagnie spaziali private:
| Anno | Data         | Compagnia       | Nome missione | Velivolo di supporto | Velivolo                  | Passeggeri privati | Tipologia                      | Altitudine MAX | Durata   | Note |
| ---- | ------------ | --------------- | ------------- | -------------------- | ------------------------- | ------------------ | ------------------------------ | -------------- | -------- | --- |
| 2021 | 11 luglio    | Virgin Galactic | -             | spazioplano Eve      | Unity 22                  | 6                  | Volo suborbitale               | 89 km          |          | Presente Richard Branson e 5 membri della Virgin Galactic (Dave MacKay, Michael Masucci, Colin Bennett, Beth Moses e Sirisha Bandla.                                                     |
| 2021 | 20 luglio    | Blue Origin,    | -             |                      |                           |                    |                                |                |          | |
| 2021 | 19 settembre | SpaceX          | Inspiration4  | -                    | Falcon 9 + capsula Dragon | 4                  | Volo orbitale                  |                | 3 giorni | La missione Inspiration4 ha dimostrato la possibilità del primo volo commerciale senza la presenza di astronauti professionisti. Atterraggio nell'oceano atlantico, vicino alla Florida. |
| 2022 | 9 aprile     | SpaceX          | Axiom-1       | -                    | Crew Dragon Endeavour     | 4                  | Volo spaziale di trasferimento |                |          | Quattro astronauti privati (55 milioni di dollari il biglietto) hanno raggiunto la Stazione spaziale internazionale.                                                                     |

## Il mercato del turismo spaziale
Il volo spaziale è oggi ritenuto un settore commerciale interessante da parte di diverse compagnie. Oltre alla già citata Space Adventures, sono state fondate numerose altre imprese tra cui Virgin Galactic, Starchaser, Blue Origin, Armadillo Aerospace, XCOR Aerospace, Rocketplane Limited, e il progetto europeo Project Enterprise, e altre.
L'offerta prevede principalmente voli suborbitali con altezze massime di 100-160 chilometri. Questo tipo di volo consente di rimanere da tre a sei minuti in condizione di assenza di peso, di osservare il panorama stellare e l'orizzonte curvo della terra. Il costo previsto per questi voli è di circa 200.000 dollari a passeggero.
I voli commerciali a partire dal dicembre 2005 sono stati sottoposti ad un nuovo regolamento da parte del governo statunitense (Commercial Space Launch Amendments Act).
Per poter organizzare un lancio con passeggeri paganti dal territorio statunitense, le compagnie devono essere in possesso di una apposita licenza da parte della Federal Aviation Administration, erogata dall'Office of Commercial Space Transportation (FAA/AST). La licenza prevede di adeguarsi a procedure di sicurezza definite dal Code of Federal Regulations, titolo 14, capitolo III.

## Tipologie di voli

### Volo parabolico
I voli parabolici sono una realtà da oltre 40 anni.
Questo tipo di volo consente di ottenere alcuni istanti a gravità zero sfruttando particolari traiettorie di volo con particolari aerei attrezzati e rinforzati per compiere delle rapide cabrate e delle traiettorie paraboliche.
Usati dalla NASA per l'addestramento da oltre 30 anni, sarebbero stati realizzati oltre 130 000 voli con aerei cargo come l'Ilyushin-76, KC-135, 76 MDK o Boeing 727-200, (tutti derivati del Boeing 707). Questi aerei possono trasportare 25 passeggeri, compiendo fino a 40 parabole in un volo di due ore. In queste parabole, il passeggero è soggetto a 30 secondi di assenza di gravità.
L'aereo sale a 8.000 metri di quota, per poi procedere fino a 12.000 con un angolo di incidenza di 45°. Giunto al vertice della parabola, il pilota toglie potenza ai motori, lasciando procedere la parabola per inerzia.
Una volta terminato il tempo utile della picchiata, il pilota richiama il velivolo, producendo gradualmente sui passeggeri (ritornati in posizione di sicurezza) l'effetto di una gravità doppia rispetto al normale.
Un volo simile costa in media circa 3500 dollari, ed è organizzato da diversi imprenditori e compagnie private.

### Volo jet
Una particolare offerta commerciale è quella dei voli su jet militari. Questo tipo di voli, realizzato in genere con vecchio materiale russo (MiG-2, MiG-29 o Su-30), permette di volare sino a 25.000 metri fino a Mach 3 con accelerazioni sino a 6 volte la gravità terrestre.
Il costo medio di questi voli è di poche migliaia di euro.

### Volo suborbitale
I voli suborbitali, usati sin dagli anni cinquanta dalle amministrazioni spaziali per l'addestramento e il progresso nella corsa allo spazio, sono oggi il campo di maggior innovazione. Con il volo della SpaceShipOne della Virgin Galactic si è aperta la competizione per una compagnia privata in grado di offrire questo tipo di esperienza (esiste già la possibilità di fare un volo suborbitale per 100.000 dollari) la stessa Virgin raggiungerà l'obiettivo nel 2018 con la sopra citata SpaceShipTwo.
Il volo prevede il raggiungimento dei 110 km d'altitudine.

### Volo orbitale
I voli orbitali a tutt'oggi sono campo esclusivo delle agenzie spaziali nazionali. L'offerta turistica viene condotta dall'agenzia spaziale russa, che sfrutta il Sojuz. I turisti vengono imbarcati solo dopo un addestramento e solo con il parere positivo dei medici di missione. In genere questi voli prevedono il raggiungimento della stazione ISS.
Il volo orbitale finora ha avuto costi nell'ordine dei 20 milioni di euro per ognuno dei cinque turisti che ne hanno usufruito.

### Volo di trasferimento
Il primo volo con lo scopo di trasportare passeggeri ad una destinazione diversa dalla partenza è avvenuto Il 9 aprile 2022, a bordo di un volo SpaceX, in cui quattro passeggeri privati hanno raggiunto la Stazione spaziale internazionale.

## I programmi di addestramento
I turisti in alcuni casi possono partecipare al medesimo addestramento al volo usato dai cosmonauti. Questo addestramento viene svolto soprattutto all'interno del centro d'addestramento russo Yuri Gagarin Cosmonaut Training Center, e prevede diversi tipi di esperienze.
Tra queste vi sono la neutral buoyancy (simulazione dell'assenza di peso in una piscina, dove si sperimenta una "passeggiata spaziale"), la centrifuga (nell'impianto più grande al mondo, in cui si sperimentano forze di accelerazione sino a 10 g, in un impianto capace di 30 g), il simulatore (che imita un intero volo spaziale comprensivo di aggancio alla ISS), l'addestramento al volo e alla strumentazione, e altri tipi di esperienze di addestramento.
La partecipazione al programma costa alcune decine di migliaia di dollari.

## Elenco delle società
Da quasi quindici anni, molte aziende e organizzazioni stanno collaborando su progetti per inviare civili-turisti nello spazio:
- Bigelow Aerospace
- Blue Origin
- EADS Astrium
- Excalibur Almaz
- Galactic Suite Ltd.
- Interorbital Systems
- PlanetSpace
- Reaction Engines Ltd.
- Rocketplane Kistler
- Rotary Rocket
- Scaled Composites
- Space Adventures
- SpaceLand
- Space Transport Corp.
- SpaceX
- Spotel Foundation, Inc.
- t/Space
- Venturer Aerospace
- Virgin Galactic
- XCOR Aerospace
- X Prize Foundation

## Le visite agli impianti
Un primo e più elementare tipo di offerta turistica "spaziale" riguarda le visite al cosmodromo di Città delle Stelle e allo spazioporto di Cape Canaveral, con possibilità di osservare dei lanci. A questi possono essere affiancate visite a planetari e musei, tra cui il museo della Mir, il TsNIIMash Museum, il Museo centrale delle aeronautiche militari di Monino, il Museo Yuri Gagarin e a vari centri di addestramento.
Questo tipo di offerta varia tra 1.000 e 3.000 dollari.